# Blood on Wolf Mountain
Blood on Wolf Mountain (xinès simplificat: 狼山喋血記 ). També traduïda a l'anglès com  Bloodshed on Wolf Mountain i The Wolf Hill. Pel·lícula sonora xinesa del 1936 d'una durada de 70 minuts. Dirigida per Fei Mu, amb guió de Shen Fu  i produïda per Lianhua. Protagonitzada entre altres per Li LIli i Liu Qiong.

## Estil i realització
El director utilitza els primers plans dels personatges principals i també destaca de forma especial la utilització del "pla seqüència" recurs que li va comportar un cert nivell de fama en els anys següents. Per una altra banda fa un ús efectiu de la música i dels efectes sonors.
Feta just abans de l'inici a gran escala de la segona guerra sino-japonesa, la pel·lícula en si, es considera sovint una al·legoria del conflicte entre la Xina i el Japó.
El 1934 a la Xina es va posar en marxa el "Moviment per la nova vida"  impulsat pel Guomindang de Chiang Kai-sek i la seva esposa Soong Mei-ling. Un dels films que millor exemplifiquen aquest moviment va ser 天倫 (Song of China) la pel·lícula codirigida el 1935 entre Fei Mu i Luo Mingyou, i d'alguna forma Blood on Wolf Mountain s'inclou també com un exemple del cinema de "salvació nacional".
Per una altra banda  el film es pot analitzar com un intent de representar les complexitats de les relacions humans-naturalesa, la resistència política i l'evolució de la societat. La narració  i els diàlegs contribueixen al valor perdurable de la pel·lícula, convidant el públic a reflexionar sobre la intricada interacció entre la natura, la societat i l'esperit humà.
Després de la seva estrena, encara que la taquilla va ser mitjana perquè l'enfocament artístic del director Fei Mu no va ser apreciat pel públic, la resposta de la crítica va ser entusiasta per 32 crítics cinematogràfics de l'època.

## Argument
Un poble de muntanya ha estat plagat de llops durant molts anys, Xiaoyu , filla de Zhao Er, el senyor Li, i els fills de Liu San i la seva dona van morir mossegats pels llops. Tot el poble se'n vol desfer, però el supersticiós propietari de la casa de te, Zhao Er, creu que el llop està protegit pel déu de la muntanya i que no pot ser colpejat ni mort, i que si s'actua de manera precipitada, es pot ofendre el Déu. A causa de la connivència i la por de la gent, els llops s'han tornat més perillosos i fins i tot s'acosten als pobles i fan mal a la gent a plena llum del dia. La gent del poble no ho pot suportar més i s'organitza per caçar llops, sota el lideratge de Xiaoyu, Liu San i Lao Zhang i pugen a la muntanya. També s'incorpora al grup de caçadors la dona de Liu San. Tothom aixeca les torxes i comencen la  batalla cantant "Song of Fighting the Wolf".
Es pot veure a Youtubei a bilibili.

## Repartiment
| Actor / Actriu | Paper     |
| -------------- | --------- |
| Li Lili        | Xiaoyu    |
| Liu Qiong      | Liu San   |
| Zhang Yi       | Lao Zhang |
| Han Langen     | 饰 哑巴   |
| Yin Yucen      | 饰 胖伙计 |

Com a curiositat en el repartiment destaca la presència de l'actriu Lan Ping en el paper de Liu San, que va tenir un cert enfrontament amb el director a qui li va demanar que reelaborés el guió perquè ella tingués un paper més important. Dos anys més tard l'actriu, de nom real  Jiang Qing (江青), es va convertir en la quarta esposa de Mao Zedong i va ocupar càrrecs importants en el Ministeri de Cultura amb especial dedicació a controlar la industria cinematogràfica. Va ser un dels membres  de la Banda dels Quatre grup impulsor de la Revolució Cultural.

## Televisió
El canal BBC iPlayer l'11 de febrer de 2021va emetre la sèrie de televisió documental de la BBC de sis capítols creada per Adam Curtis: Can't Get You Out of My Head , on el títol del primer capítol està  extret de la pel·lícula de Fei.